# Kosmos 2312
Kosmos 2312, ruski satelit sustava ranog upozorenja o raketnom napadu, iz programa Kosmos. Vrste je Oko (US-K).
Lansiran je 24. svibnja 1995. godine u 20:10 s kozmodroma Pljesecka u Rusiji. Lansiran je u visoku orbitu oko planeta Zemlje raketom nosačem Molnija-M 8K78M. Orbita mu je bila 653 km u perigeju i 39.708 km u apogeju. Orbitna inklinacija bila mu je 62,91°. Spacetrackov kataloški broj je 23584. COSPARova oznaka je 1995-026-A. Zemlju je obilazio u 717,90 minuta. Pri lansiranju bio je mase 1900 kg. 
Ponovo je ušao u atmosferu 23. rujna 2013. godine.

## Vanjske poveznice
- N2YO.com Search Satellite Database
- Celes Trak SATCAT Format Documentation (engl.)
- Kunstman  Arhivirana inačica izvorne stranice od 12. kolovoza 2019. (Wayback Machine) Satellites in Orbit (engl.)